# George Browne, 8. Viscount Montagu
George Samuel Browne, 8. Viscount Montagu (* 26. Juni 1769; † Anfang Oktober 1793 in Laufenburg) war ein britischer Peer und Tourist, der bei einer waghalsigen Bootspassage ums Leben kam.

## Leben

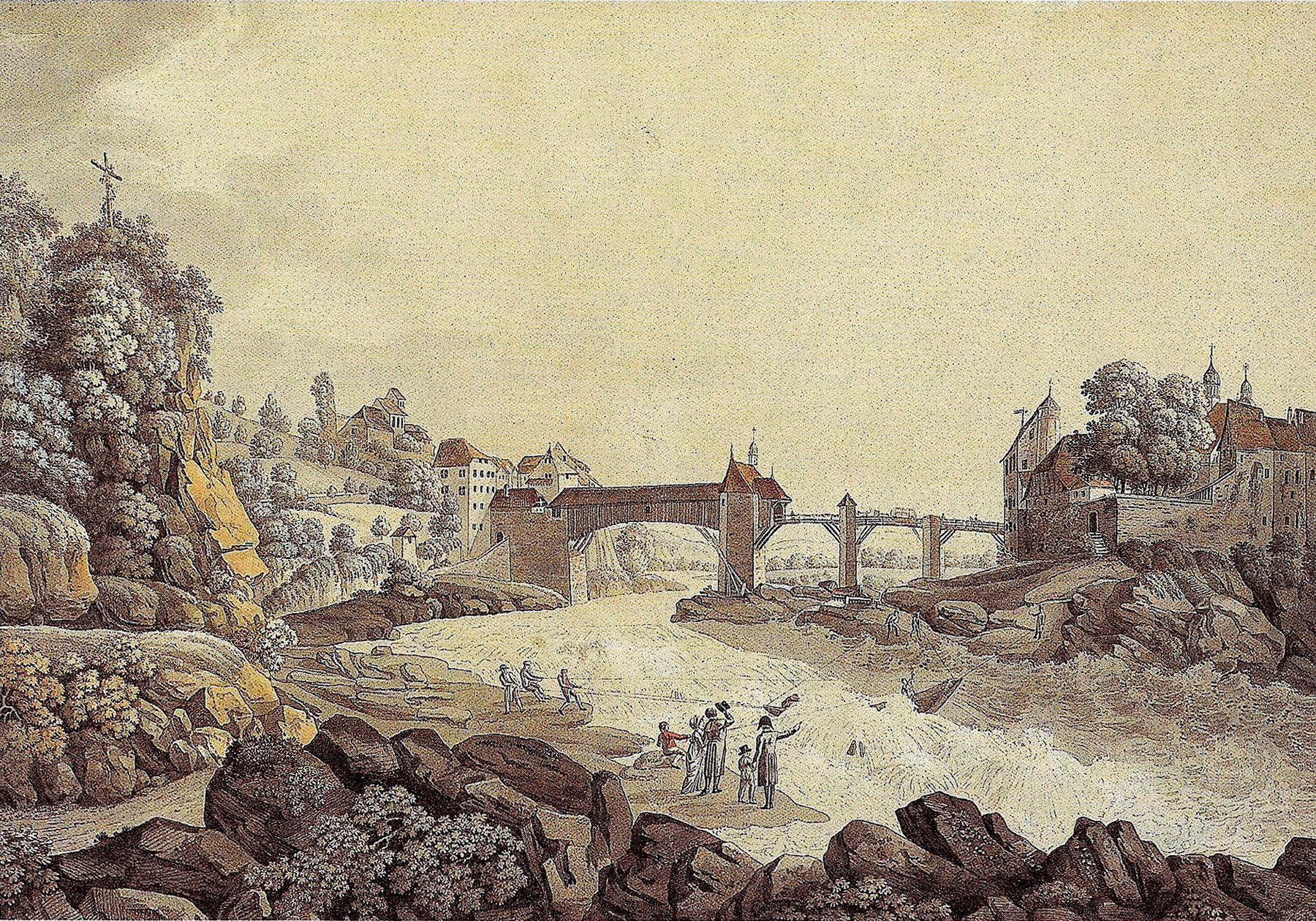
Der Laufen bei Laufenburg 1785

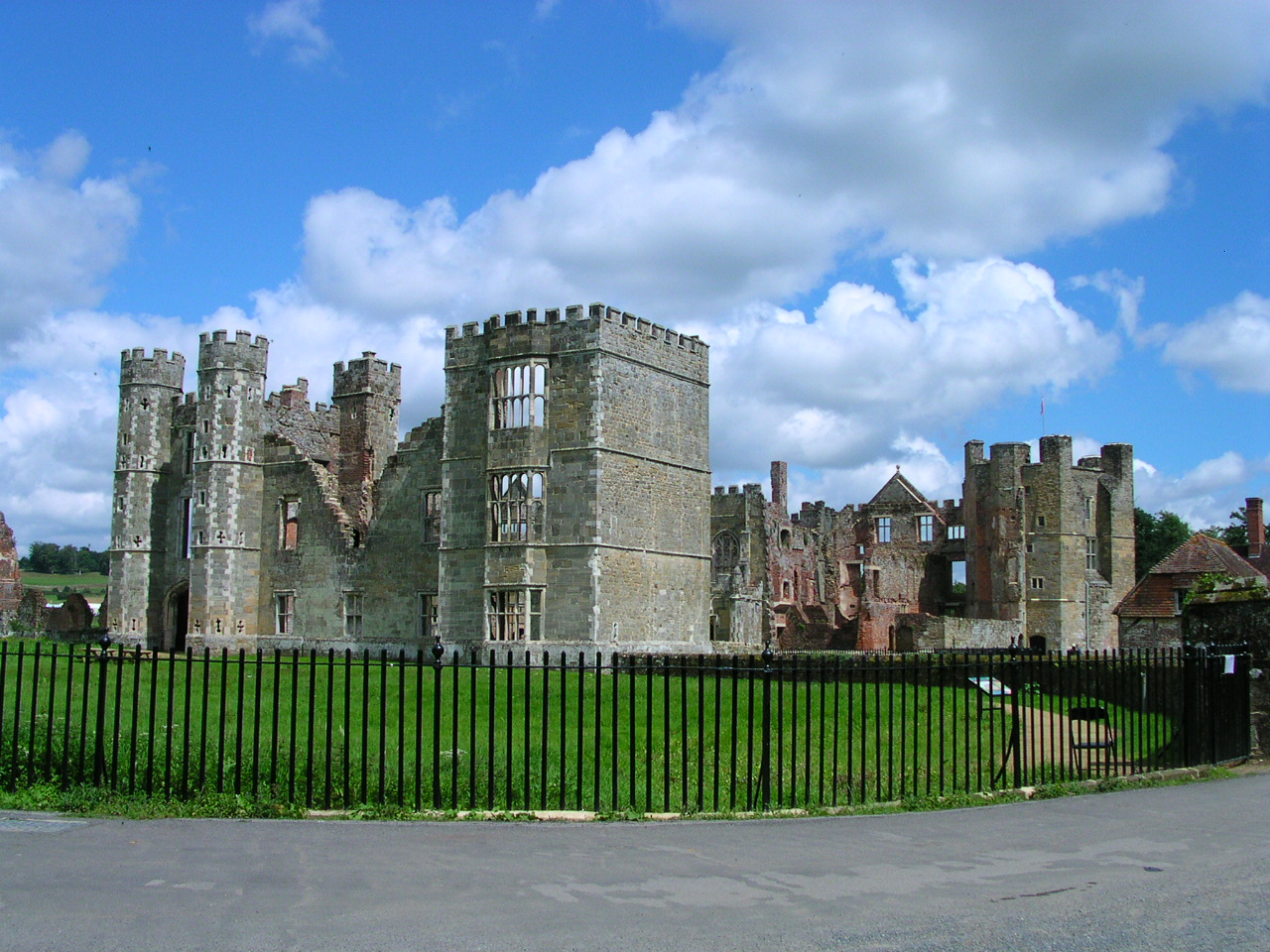
Die Ruine von Cowdray House

George Samuel Browne war der Sohn von Anthony Browne, 7. Viscount Montagu (1728–1787) und der Frances Falconer (1731–1814), Witwe des Alexander Falconer, 5. Lord Falconer of Halkertoun; und Tochter von Herbert Mackworth. Seine Schwester war Hon. Elizabeth Mary Browne (1767–1787), sie heiratete 1794 den Unterhausabgeordneten William Stephen Poyntz aus Midgham in Berkshire.
George Samuel Browne hatte 1787 seinen Vater als 8. Viscount Montagu beerbt. Mit 24 Jahren unternahm er 1793 mit seinem Freund Sir Charles Sedley Burdett eine Grand Tour durch den Kontinent. Im damals vorderösterreichischen Städtchen Laufenburg beschlossen die beiden Freunde aus Sportsgeist die Laufen genannten Stromschnellen, einen 1908 gesprengten und gefluteten Katarakt des Rheines, mit einem Weidling zu durchqueren. Zuvor war dies bereits einmal unfreiwillig einem örtlichen Schiffer bei Niedrigwasser gelungen. Trotz des Verbotes durch den Magistrat führten Montagu und Burdett ihr Vorhaben in den ersten Oktobertagen durch. Der von Montagu und Burdett eigens mit angenagelten Brettern gegen Brecher abgedeckte Weidling zerschellte an den Felsen des Laufen. Lord Montagu ertrank, während sich Burdett wohl noch mit Mühe retten konnte. Nach anderen Quellen ertrank er ebenfalls. Amtliche Unterlagen über den Unglücksfall haben sich in Laufenburg infolge der Wirren der nachfolgenden Jahre nicht erhalten. Ebenso ist das genaue Datum des Unglück nicht mehr bekannt. In England wird oft fälschlich als Unglücksort der weitaus bekanntere Rheinfall genannt.
Da er bei seinem Tod unverheiratet und kinderlos war, fiel sein Adelstitel an seinen Onkel vierten Grades, Mark Browne (1744–1797), der zu diesem Zeitpunkt als Ordensbruder in einem Kloster in Frankreich lebte, das Klosterleben aufgab und 1797 heiratete, aber im selben Jahr kinderlos verstarb, womit der Titel erlosch.
Kurz vor dem Tod Montagus war am 24. September 1793 sein Stammsitz Cowdray House in Sussex infolge der Unachtsamkeit eines Handwerkers abgebrannt. Das Erlöschen der Familienlinie der Viscounts Montagu führte in England zu einer lokalen Legendenbildung, nach der die Montagus durch die Erfüllung eines Familienfluches wegen der Aneignung von Kirchengut, der Battle Abbey, durch Wasser und Feuer erloschen. 